# Harv Schmidt
Harvard Schmidt, detto Harv (Kankakee, 25 settembre 1935 – Windsor, 7 aprile 2020), è stato un cestista e allenatore di pallacanestro statunitense.

## Carriera
Dal 1954 al 1957 ha giocato nell'Università dell'Illinois (Urbana-Champaign); venne poi scelto dai Minneapolis Lakers come 11ª scelta assoluta al Draft NBA 1957 . Tuttavia non giocò mai in NBA, ma militò nei Denver-Chicago Truckers in National Industrial Basketball League.
Da allenatore ha ricoperto l'incarico di assistente alla University of New Mexico dal 1964 al 1967. Nei 7 anni successivi ha guidato gli Illinois Fighting Illini, concludendo con 89 vittorie e 77 sconfitte.